# Apologisch spreekwoord
Een apologisch spreekwoord, ook wel zeispreuk, andermansspreuk of wellerisme genoemd, is een spreekwoord, waarin iemand zijn eigen handelingen becommentarieert, zoals 
in: "Alle beetjes helpen", zei de mug en ze pieste in zee. Vaak is de zeispreuk een beeldende uitbreiding van een gangbare uitdrukking (alle beetjes helpen). Hoewel de term apologie (verweer, verdediging) aangeeft dat men er zichzelf mee kan rechtvaardigen, worden in zeispreuken vaker de dwaasheden van anderen aan de kaak gesteld.
Door het opvoeren van een derde persoon (mug, kleermaker) schept de taalgebruiker afstand tussen zichzelf en de situatie. Daarom wordt deze vorm vooral gebruikt voor gênante of dwaze situaties. Zodoende is de levenswijsheid van de zeispreuk vaak spottend, of werkt de relativering als een mop.
| zeispreuk | opmerking |
| --- | --- |
| "Alle baat helpt", zei de meid en ze roeide met een naald.                                                                            | |
| "Alle beetjes helpen", zei de mug en ze pieste in de zee.                                                                             | |
| "Alles met mate", zei de kleermaker en hij sloeg zijn vrouw met de ellestok / met de el.                                              | el = oude lengtemaat; ellestok of el is een meetlat waarmee een el kan worden afgemeten. |
| "Dat luwt", zei de reiger en hij stond achter een riet.                                                                               | de rietreiger of Roerdomp vertoont dit gedrag: de zogenaamde "paalhouding". Hij staat dan met zijn snavel recht omhoog tussen rietstengels, niet zozeer om uit de wind te staan, maar om zich onzichtbaar te maken tussen het riet. |
| "Dat valt mee", zei de matroos en hij viel met de ladder in zee.                                                                      | deze zeispreuk was vermoedelijk al in gebruik in het begin van de 20e eeuw. |
| "Een ei is een ei", zei de boer en hij greep naar het dikste.                                                                         | |
| "Ieder zijn meug", zei de boer en hij at vijgen van het paard                                                                         | vijgen van het paard = uitwerpselen; de "paardenvijgen". |
| "Ieder zijn meug", zei de boer en hij at rauwe (wrange, halfrijpe) druiven.                                                           | een minder grove vorm van de vorige. |
| "Het gaat goed" zei de dokter, "het andere been moet er ook af."                                                                      | |
| "Het is kruis of munt", zei de non en ze trouwde de bankier.                                                                          | kruis en munt zijn niet alleen de keerzijden van de munt, maar ook symbolen van kerk en bank. |
| "Veel geschreeuw en weinig wol", zei de boer en hij schoor zijn varken.                                                               | |
| "Kut is kut" zei de boer, en hij neukte zijn varken. "Een gat is een gat" zei de boer, en hij kroop op zijn varken. (Vlaamse variant) | deze zeispreuk is tamelijk recent ontstaan; ze werd omstreeks 1980 gebruikt. |